# Кењак
Кењак (фр. Caignac) насеље је и општина у јужној Француској у региону Миди Пирене, у департману Горња Гарона која припада префектури Тулуз.
По подацима из 2011. године у општини је живело 293 становника, а густина насељености је износила 31,3 становника/km². Општина се простире на површини од 9,36 km². Налази се на средњој надморској висини од 265 метара (максималној 310 m, а минималној 203 m).

## Демографија
| 1962. | 1968. | 1975. | 1982. | 1990. | 1999. | 2011. |
| ----- | ----- | ----- | ----- | ----- | ----- | ----- |
| 143   | 170   | 152   | 130   | 161   | 188   | 293   |

График промене броја становника у току последњих година